# Orbán Ferenc (újságíró)
Orbán Ferenc (Kolozsvár, 1938. január 1. –) erdélyi magyar újságíró.

## Életútja
Szülővárosában elvégezte a Villamosipari Középiskolát (1954), majd a bukaresti Ştefan Gheorghiu Főiskolán az újságíró szakot (1979). Újságírói pályája a kolozsvári Igazságnál bontakozott ki 1960-tól , később a Kolozs megyei pártbizottság aktivistája, majd a heyi magyar rádió vezetője volt. Az Igazság szerkesztőségében született meg a Szabadság első száma is 1989. december 22-én. Az Igazság szerkesztőségében összegyűltek többen, hogy erről beszéljenek: Tibori Szabó Zoltán, Orbán Ferenc, Székely Raymond, Pillich László, Párfi Mircea, Tar Károly, Kántor Lajos, Csép Sándor. A lap nevét Kántor Lajos adta éjjel a  nyomdában, addigra már megírták cikkeiket is. 1989. december 23-án már meg is jelent a Szabadság első száma. 1992–95 közt e lap belső munkatársa és  főszerkesztő-helyettese Orbán Ferenc. 1997. júniusában az RMDSZ társadalmi, politikai, művelődési folyóiratot indított Magyar Közélet címen az 1996 őszétől szünetelő Szövetség helyett, itt a főszerkesztő Molnos Lajos mellett a szerkesztőségi főtitkári teendőeket Orbán Ferenc látta el. A 2000-es években a Hargita Népe jeles munkatársa lett.

## Köteteiből
- A kockázat napjai (riport, Kolozsvár, 1970);
- Pillanat (kispublicisztika, Erdélyi Kiskönyvtár, Kolozsvár, 1995).

## Néhány fontosabb cikke
- Az együttélés közös gond. Szabadság (Kolozsvár), 1991. május 18.
- Kinek nem kell Bolyai Egyetem? Magyar Szó (Újvidék), 1997. február 16.
- Deutsch Tamás Hargita megyébe látogat. Hargita Népe (Csíkszereda), 2000. március 10.
- Román–magyar akadémiai kerekasztal. Hargita Népe (Csíkszereda), 2005. november 21.
- Államfői „meglepetés-látogatás” Udvarhelyen. Basescu: autonómiáról csak alkotmányos keretek között lehet szó. Szabadság (Kolozsvár), 2006. március 17. (Társszerző: Szüszer-Nagy Róbert)

## Díjak, elismerések
- Bálint András-díj (2006)[4]